# Risinge bökeskog
Risinge bökeskog är ett naturreservat i Växjö kommun i Kronobergs län.
Reservatet är skyddat sedan 2019 och är 10 hektar stort. Det ligger öster om Växjö och består av bokskog.